# 吕伐登圣波尼法爵教堂
吕伐登的圣波尼法爵教堂是建筑师皮埃尔·克伊珀斯的作品。
该教堂建于1882年至1884年间，为吕伐登圣波尼法爵教区（现为圣菲特斯教区）建造。这是一座哥特复兴式的大型十字形教堂。有高高的木质尖顶塔楼，仿照因克胡岑的圣潘克拉斯教堂。1976年1月3日，钟锤毁于风暴，1979-1980年按原样重建。唱经楼有一个带有顶篷的特别低的半圆形后殿，周围有狭窄的通道。
教堂重建后，吕伐登有成为主教辖区的机会；为此，在教堂附近建造了一座主教宫殿。当主教辖区设定至格罗宁根时，这座宫殿被改造成医院。

## 源起
随着1580年加尔文主义者的支持者接管吕伐登城堡，自1578年以来的宗教自由政策宣告结束。天主教弥撒被严格禁止，所有教堂和修道院都被传给了新教教徒。那年，神父、僧侣和修女被驱逐出修道院。吕伐登的三个教区教堂（奥尔德霍夫的圣菲特斯教堂、尼耶霍夫的圣玛丽教堂、霍克的圣凯瑟琳教堂）都被拆除（圣芬图斯），变成了钟楼（圣玛丽教堂）或瘟疫屋（圣凯瑟琳）。一些神父认为这座城市在17世纪初足够安全，可以在仍然忠于天主教的普通市民家中秘密活动。在17世纪，宗教改革最激进的运动开始兴起，天主教徒只有六个站点可以进行弥撒。在1680年，在Vleeschmarkt的一所房子后面，一次献给波尼法爵的集会被揭发，天主教徒不想立即拆除站点，尽管当局将这个地方排除在指定站点之外。尽管有来自政府的抵制，但这并没有阻止吕伐登天主教徒将该站点用作他们的教堂。18世纪再次为天主教徒带来了更多的宽容。

## 第一座波尼法爵教堂

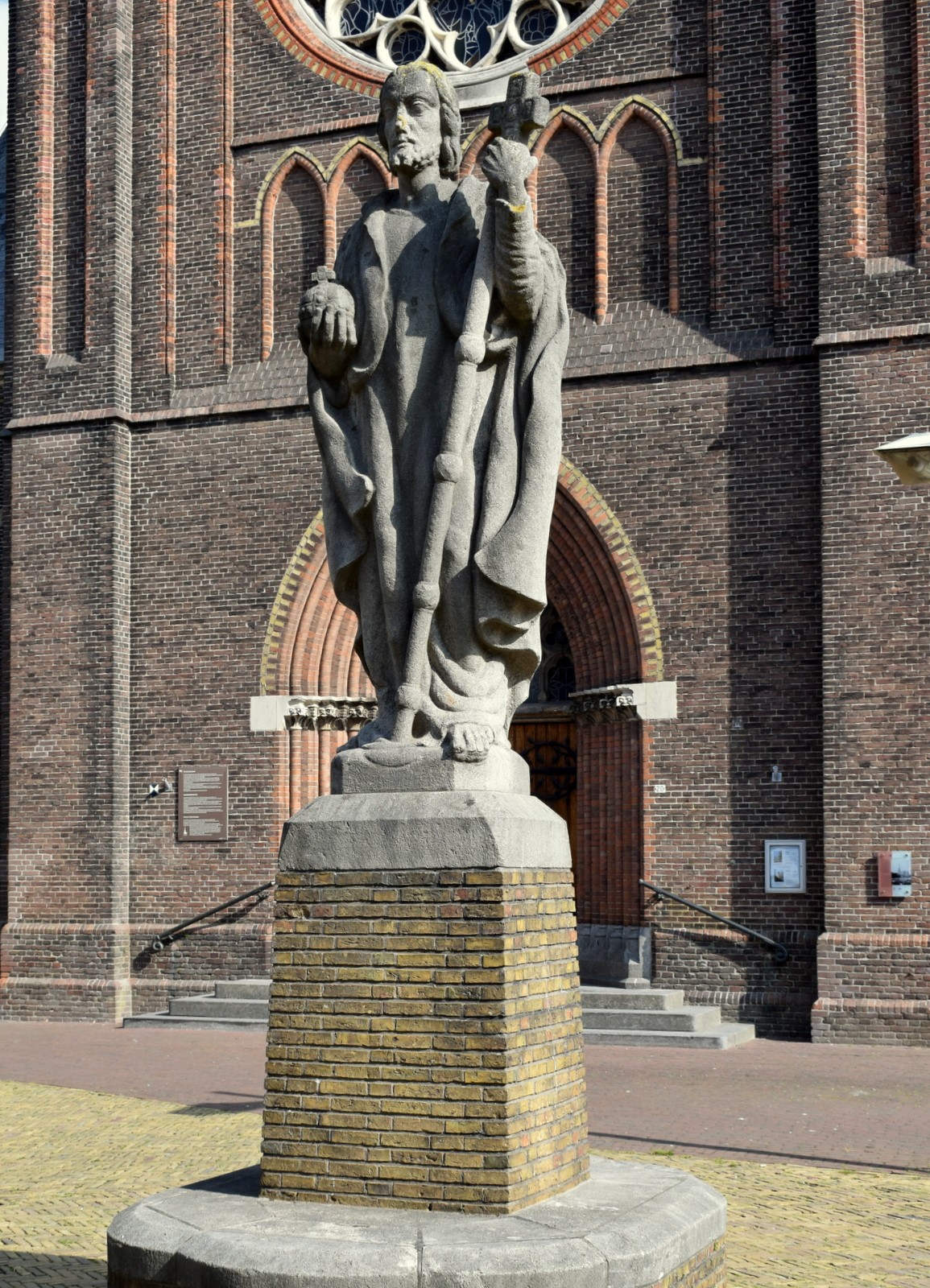
耶稣君王雕像

随着对天主教徒歧视的结束，1805年，献给波尼法爵的古老秘密教堂被拆除，取而代之的是一座带有圆顶塔的真正教堂。由于威廉一世想亲自任命荷兰的主教，教皇无法加以指导，直到1848年天主教徒获得了完全的自由，教皇庇护九世才将主教等级制度重新引入荷兰。
吕伐登隶属于乌得勒支主教辖区，并可细分为两个教区：圣多米尼克教区和圣波尼法爵教区。多米尼加教区有一座建于 1869 年的斯皮尔曼街教堂，1937 年被哈泽街的新多米尼加教堂所取代。波尼法爵教区的教堂显得太小。1881 年，教区委员会购买了Voorstreek后面的土地，批准了建造教堂的计划。
一年后，新教堂以261550荷兰盾的预算开始建造。1884年11月19日，在乌得勒支市长和大主教的见证下，按皮埃尔·克伊珀斯设计建造的教堂被庄严地祝圣了。新教堂是一座正面七十五米长的十字形建筑，有一个32米的横断面和一个四边封闭的东部下沉后殿。除了教堂外，还建造了西部和东部的牧区。克伊珀斯遵循了数百年的东方传统传统。在西侧，塔的北面，建有洗礼堂。建筑师想要为教堂建一座高塔，这样弥撒的钟声就可以在很远的地方听到。
1938年，在教堂外正门前竖立了一座耶稣君王雕像。

## 内景

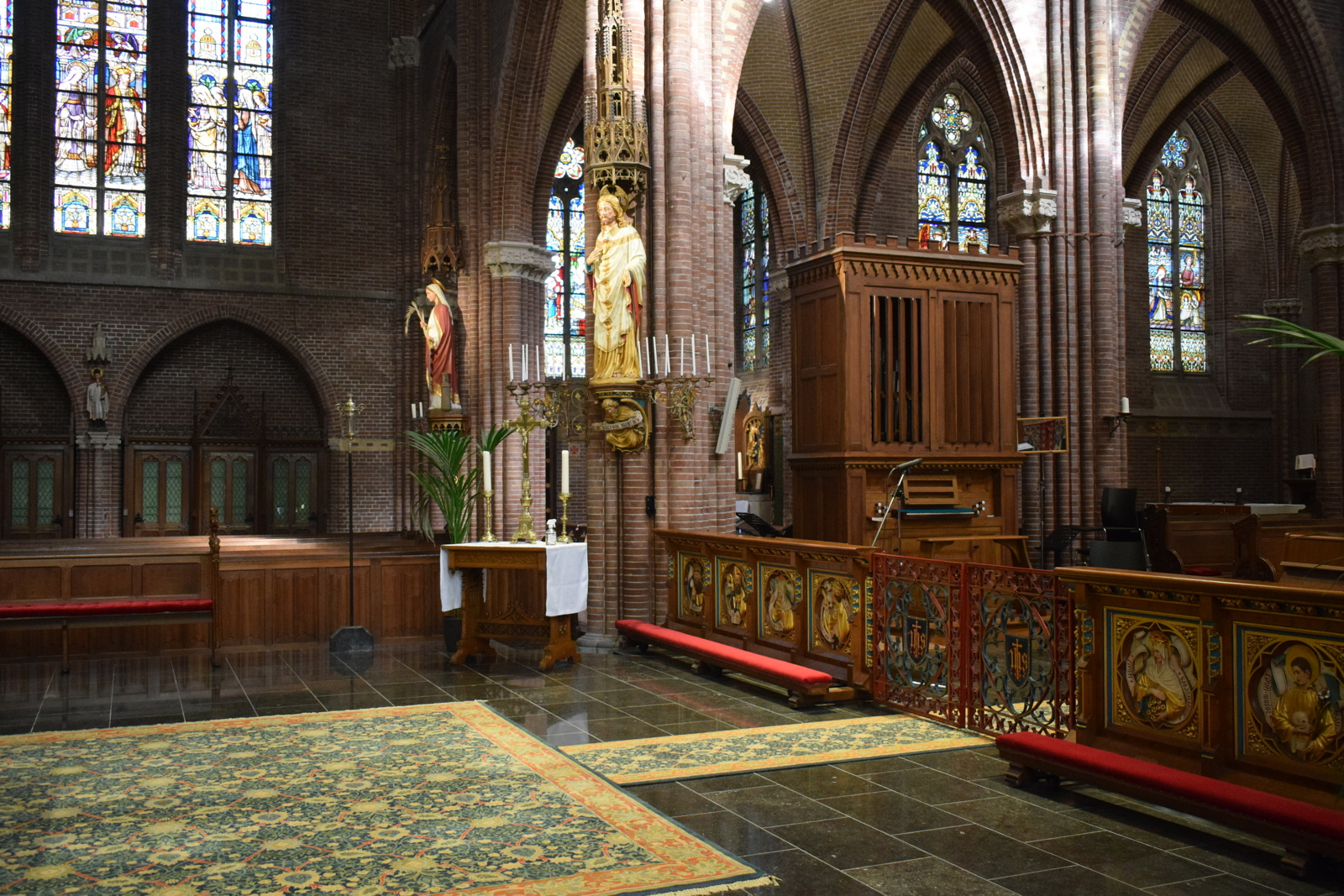
基台、管风琴、祭坛

这座大型三通道教堂中装饰的艺术品多数来自克伊珀斯的工作室，但也有一些藏品比教堂本身更古老，可以追溯到宗教改革时期。教堂前端，在第二次梵蒂冈会议之后，建造了一个带人民祭坛的高台。
半圆后殿的星穹由六根狭窄的柱子支撑，形成一个圆周。克伊珀斯受到了特隆赫姆大教堂的启发。高台源自克伊珀斯的工作室，有一张白色大理石桌子和新哥特式结构。从前，圣体圣事是由神父在大祭司面前背向西行。北侧祭坛原源于圣若瑟养老院，搬迁至新楼时捐赠给教堂。祭坛上有一座15世纪的安娜、玛丽和耶稣的木制雕像，这些雕像以前曾立在威利布罗杜斯站点。在南部的耳堂，侧祭坛是献给教堂的守护神的。在有威利布罗德、伯努夫斯、教皇格雷戈里二世和腓特烈主教雕像的祭坛上方是波尼法爵的雕像。圣器室旁边是圣礼祭坛。祭坛后面是圣餐台，上面装饰着圣徒的浮雕。

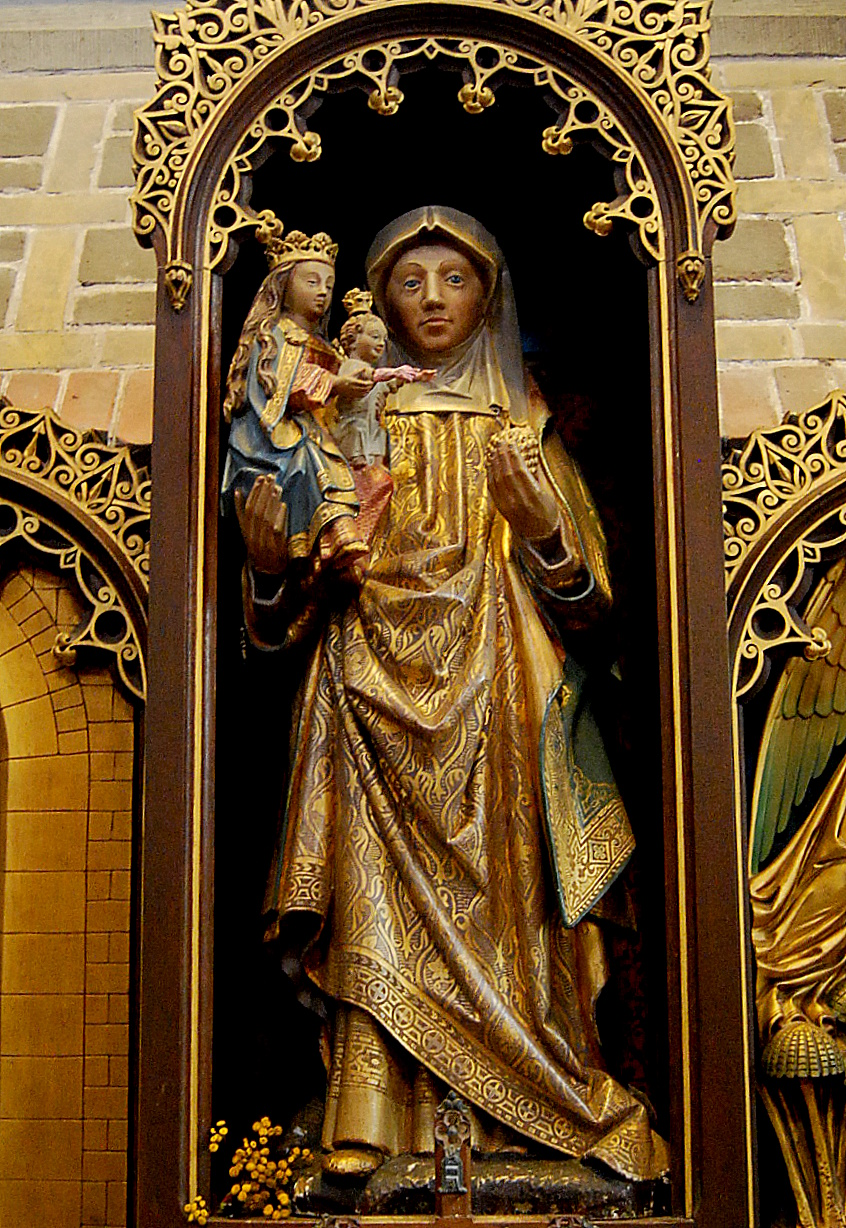
北侧祭坛的15世纪雕像

在祭坛两侧，柱子上是耶稣和玛利亚的圣心雕像。在北耳堂的柱子上是尼科米底亚的芭芭拉的大雕像，在南耳堂的另一边是圣约瑟夫雕像。在两个耳堂的末端是告解室，里面有彼得像，以及手指放在嘴上的内波穆克的约翰。在教堂的后面，大厅入口的两侧，是帕多瓦的圣阿洛伊修斯和安东尼的雕像。在洗礼堂，在黑色大理石基座上有一幅星形马赛克，上面是天使图案。还有巨大的圣母怜子像。在前面的教堂有圣克里斯托弗的大雕像。在克里斯托弗雕像的另一边挂着威利布罗德的一幅画。

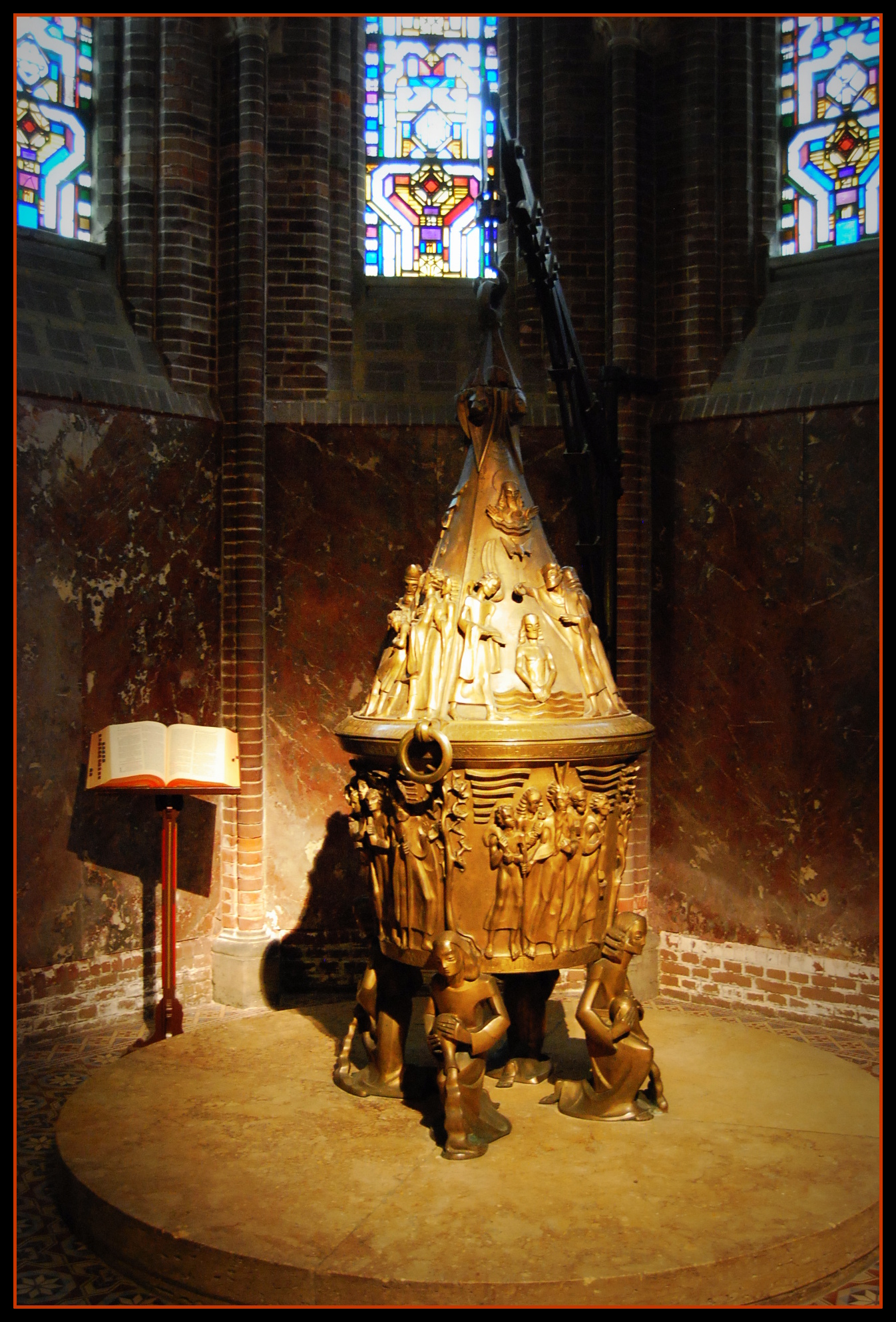
洗礼堂

洗礼堂中矗立着1930年的大型青铜洗礼池。洗礼池由来自乌得勒支的Jan Eloy和Leo Brom建造，洗礼池装饰有与水有关的旧约题材雕刻。盖子上装饰着耶稣受洗、拉撒路复活、耶稣复活和弗里斯兰人受博尼法斯洗礼的浮雕。洗礼堂西面壁龛的格子后面的玛丽雕像是沙中圣母的复制品，1947年，鲁尔蒙德主教出于对二战期间避难者庇护所的感激之情捐赠。